# Carlos Julio González
Carlos Julio González Villa (Bogotá, 27 de febrero de 1963) es un Psicólogo y Político colombiano. Fue Gobernador de Huila para el periodo 2016-2019 y también fue miembro del Senado y la Cámara de Representantes de Colombia.

## Biografía
Nació en Bogotá en 1963, hijo el dirigente político Carlos Julio González Sánchez, quien fue Concejal de Neiva. Es bachiller del Seminario Conciliar La Inmaculada de Garzón-Huila; Psicólogo con énfasis clínico, especializándose en psicoterapia y abordaje del trauma complejo.
Experto en Políticas Públicas para la Salud, la Educación y el Desarrollo Humano. Vocero oficial del Congreso de la República de Colombia en las negociaciones del Tratado de Libre Comercio con los Estados Unidos
Su labor ha sido Nacional e Internacionalmente destacada, fue vocero del Congreso de la República de Colombia en las negociaciones del TLC con Estados Unidos, Presidente de la comisión de Seguridad y Defensa de la Cámara de Representantes, fue escogido por el departamento de Estado de los Estados Unidos para el International Visitor Leadership Program, representó a Colombia en el 17th Annual Meeting of the Asia-Pacific Parliamentary Forum (APPF) en Vientiane Lao. Hizo parte de la delegación que en Lima y Buenos Aires trabaja en enfermedades huérfanas, como tema fundamental de salud pública. Encabezó la comisión del Partido Liberal encargada de presentar una reforma estatutaria al sistema de Salud Colombiano.[cita requerida]

### Trayectoria profesional
Asesor y consultor de entidades educativas; prestó sus servicios profesionales como Psicólogo Externo del ICBF, Regional Huila, brindando tratamiento a los niños del programa de protección, así como la valoración psicológica de adopción; se desempeñó en los programas de formación de la Cruz Roja Colombiana en el Huila; laboró adscrito a los servicios de salud y bienestar del Banco Central Hipotecario, del Banco de la República, la Caja Agraria y el Banco Cafetero, entre otros
La trayectoria profesional de Carlos Julio González se identifican por:
| Cargo                                                 | Entidad             | Fecha Inicio       | Fecha Fin               |
| Colegio Pío XII                                       | Docente             | 1 de enero de 1986 | 31 de diciembre de 1986 |
| Ejercicio Independiente                               | Consultorio Privado | 1 de enero de 1987 | 1 de enero de 2002      |
| Universidades Antonio Nariño, Univalle, Surcolombiana | Profesor            | 1 de enero de 1991 | 31 de diciembre de 2000 |
| Hospital Universitario de Neiva                       | Psicólogo clínico   | 1 de enero de 1987 | 31 de diciembre de 1990 |

## Gobernador del Departamento del Huila
Como Gobernador del Huila superó las mil obras en el cuatrienio, obteniendo exaltaciones y reconocimientos por sus notables resultados, en diferentes escenarios departamentales, nacionales e internacionales: 
-Primeros en Colombia: el Ministerio de las Tecnologías de la Información y Comunicación destacó a la Gobernación del Huila por lograr la meta nacional de computador por estudiante, al dotar con 66.780 computadores y tabletas interactivas a colegios públicos de todo el departamento. Esta cifra ubicó al Huila como primero a nivel país.
-Premio Regalías Bien Invertidas:  El DNP concedió el primer lugar en el concurso «Regalías bien invertidas» al proyecto de investigación de la Gobernación del Huila para aumentar la productividad de caña panelera en los municipios de Isnos y San Agustín. Resultado del Premio, se materializó un convenio de colaboración con Ecopetrol y la Fundación Nacional Batuta para beneficiar en iniciación musical a 1.160 niños y en formación sinfónica a otros 80 en los municipios de Villavieja, Yaguará, Aipe, Neiva, Isnos y San Agustín.
-Gestión y resultados: El presidente de Ecopetrol, Felipe Bayón, destacó la capacidad de liderazgo y gestión de recursos para la región. «El Huila es un ejemplo de cómo, pese a los momentos financieros difíciles, el Gobernador logró unir fuerzas y apalancar importantes proyectos». La gestión logró para el Huila 36.000 millones de pesos.
-Atención a víctimas: El Gobierno nacional reconoció el trabajo en favor de las víctimas del conflicto armado: se trata de la certificación que acredita el trabajo del Gobierno Departamental en el nivel de Contribución Ejemplar por facilitar el goce efectivo de los derechos de las víctimas. Además, la Mesa Departamental de Víctimas entregó una distinción al Gobernador por su apoyo y labor. Uno de los principales resultados es la entrega de 1.671 unidades productivas para la reparación económica de las víctimas.
-Reconocimiento latinoamericano: La implementación del programa de orientación juvenil ‘No te madures biche’ en los 37 municipios significó que el gobernador González Villa recibiera el título honorífico como ‘Gobernador más solidario e incluyente de Latinoamérica’ por parte de la Fundación para el Desarrollo de la Solidaridad e Inclusión Social (Inclusocial).
-Récords en vivienda: El Ministro de Vivienda destacó el resultado del esfuerzo articulado entre el Gobierno de El Camino es la Educación, los alcaldes y Camacol. Resultado de ello, en el Huila se lograron «batir récords en términos de vivienda social».
-Ejemplo de diálogo social: La Oficina de Naciones Unidas contra la Droga y el Delito -UNODC- reconoció y calificó como un logro la gran labor en favor de diálogo social y la protesta pacífica, desempeñada por la Gobernación del Huila. Este reconocimiento internacional demuestra que el Departamento es ejemplo de diálogo social, marcador de contexto fundamental del Plan de Desarrollo El Camino es la Educación: ‘Estamos construyendo la realidad’.
-Gobernador ‘Más Pilo’: En el marco de la VII versión del concurso ‘Gobernador y Alcalde más Pilo’, dentro de la celebración del Día de la Niñez 2018, el gobernador Carlos Julio González Villa recibió la exaltación de la Corporación Juego y Niñez por las políticas y programas implementadas y lideradas en favor de los niños y las niñas.

## Congresista de Colombia
En las elecciones legislativas de Colombia de 2006, González Villa fue elegido senador de la república de Colombia con un total de 48.847 votos.
En las elecciones legislativas de Colombia de 2002, González Villa fue elegido miembro de la Cámara de Representantes de Colombia con un total de 24.383 votos.
El 12 de julio de 2010 entregó a Guillermo Carvajal, Miguel de Zubiría Samper y Álvaro Godoy Suárez la menció de honor "Orden Dignidad y Patria" en nombre de la Comisión Sexta del Congreso de la República de Colombia.

### Iniciativas
El legado legislativo de Carlos Julio González Villa se identificó por su participación en las siguientes iniciativas desde el congreso:
- La matrícula se renovará bianualmente, dentro de los tres primeros meses de cada año a la correspondiente Cámara de Comercio (Archivado).[7]
- La Contraloría General de la República podrá ejercer control posterior, en forma excepcional, sobre las cuentas de cualquier entidad territorial y sobre las Cámaras de Comercio (Aprobado).[8]
- Crear instrumentos para incorporar la educación para el desarrollo integral de la sexualidad a la educación en Colombia.[9]
- Incorporar en la educación el componente de desarrollo de competencias afectivas en Colombia.[10]
- Garantizar la asistencia alimentaria, la calidad y la cobertura de los beneficiarios de los Programas de Alimentación Escolar del ICBF (Aprobado).[11]
- Creación de la asignatura de Cooperativismo, dentro del grupo de áreas obligatorias en la Educación Básica Secundaria y Media (Retirado).[12]
- Afianzar en la práctica el principio de igualdad entre los educadores y a desarrollar el principio jurídico según el cual a trabajo igual debe corresponder salario y prestaciones iguales (Objetado por el Presidente de la República).[13]
- Establecer los derechos de los usuarios del transporte aéreo (Aprobado).[14]
- Dictar medidas de protección a las víctimas de la violencia (Retirado).[15]
- Implementar la asignatura de cooperativismo en el currículo de la educación básica, secundaria y media (Archivado).[16]

## Carrera política
Su trayectoria política se ha identificado por:

### Partidos políticos
A lo largo de su carrera ha representado los siguientes partidos:
| Partido político | Fecha Inicio        | Fecha Fin |
| Partido Liberal  | 20 de julio de 2002 |           |

### Cargos públicos
Entre los cargos públicos ocupados por Carlos Julio González Villa, se identifican:
| Cargo público                      | Partido político       | Fecha Inicio         | Fecha Fin               |
| Senador de la República            | Partido Cambio Radical | 7 de febrero de 2023 |                         |
| Gobernador, Departamento del Huila | Partido Cambio Radical | 1 de enero de 2016   | 31 de diciembre de 2019 |
| Senador de la República            | Partido Liberal        | 20 de julio de 2006  | 19 de julio de 2010     |
| Representante a la Cámara          | Partido Liberal        | 20 de julio de 2002  | 19 de julio de 2006     |
| Diputado Asamblea Huila            | Partido Liberal        | 1 de enero de 1998   | 31 de diciembre de 2000 |
| Concejal Neiva, Huila              | Partido Liberal        | 1 de enero de 1995   | 31 de diciembre de 1997 |
| Concejal Neiva, Huila              | Partido Liberal        | 1 de junio de 1992   | 31 de diciembre de 1994 |